# Robert IV de Dreux
Pour les articles homonymes, voir Robert IV et Robert de Dreux.
Robert IV de Dreux, né en 1241, mort en 1282, comte de Dreux et de Braine, fils de Jean Ier, comte de Dreux, et de Marie de Bourbon.
Il combattit avec Philippe III le Hardi, roi de France en 1272 lors d'une expédition au Languedoc et participa à la prise de Foix.
En 1282, il sera inhumé en la nécropole familiale de l’Église abbatiale Saint-Yved de Braine.

## Mariage et enfants
Il épousa en 1260 Béatrice (morte en 1311), comtesse de Montfort, fille de Jean, comte de Montfort-l'Amaury, et de Jeanne de Châteaudun (fille de Geoffroy VI et de Clémence des Roches fille du sénéchal Guillaume, dame de Château-du-Loir et de La Suze), et eut :
- Marie (1261-1276), mariée en 1275 à Mathieu IV de Montmorency (mort en 1304) ;
- Yolande (1263-1322), comtesse de Montfort, mariée au roi Alexandre III d'Écosse, puis au duc Arthur II de Bretagne ;
- Jean II (1265-1309), comte de Dreux et seigneur de Château-du-Loir ;
- Jeanne, comtesse de Braine et dame de La Suze, mariée à Jean IV de Pierrepont (mort en 1302), comte de Roucy, puis en 1304 à Jean de Bar (mort en 1317), seigneur de Puisaye ; d'où la suite des comtes de Roucy et de Braine, et Béatrice dame de La Suze qui épouse Amaury III de Craon ;
- Béatrice (1270-1328), abbesse de Port-Royal ;
- Robert de Dreux, seigneur de Château-du-Loir, vivant en 1301 (texte connu par un vidimus de 1339, AD Sarthe, H 1620) et en 1303.